# Candida
A Candida nemzetség az élesztőgombák közé tartozik és gombás fertőzéseket okozhat (candidiasis) emberekben és állatokban
A laboratóriumi tenyészetben a Candida nagy kerek fehér vagy krémes telepekben nő agar táptalajon.

## Fajok
- Candida albicans
- Candida dubliniensis
- Candida glabrata
- Candida guilliermondii
- Candida krusei
- Candida lipolytica
- Candida lusitaniae
- Candida parapsilosis
- Candida pseudotoropicalis
- Candida rugosa
- Candida stellatoidea
- Candida tropicalis